# Monumento a Eloy Gonzalo
El monumento a Eloy Gonzalo es un monumento escultórico situado en Madrid (España) y dedicado a Eloy Gonzalo, llamado el Héroe de Cascorro. Erigida en la plaza de Cascorro, consta de una estatua de bronce del mencionado héroe de la Guerra de Cuba obra del escultor Aniceto Marinas, colocada sobre un pedestal de piedra.

## Historia
Es un monumento dedicado a Eloy Gonzalo, soldado español que combatió en la Guerra de Independencia de Cuba quien, en septiembre de 1896, durante el asedio de una partida de unos 2500 mambises cubanos equipados con cañones de batallón de 70 mm, de un pequeño regimiento de soldados españoles acuartelados en la pequeña localidad de Cascorro, se ofreció como voluntario a sus superiores en una misión casi suicida para infiltrarse en las líneas enemigas y así destruir la cabaña que estos utilizaban como almacén para guardar su armamento. Equipado con una lata de gasolina de diez litros, un rifle Mauser, una antorcha y una cuerda (para atarse y permitir la recuperación de su cadáver en caso de que cayera en acción, como estaba seguro) tuvo éxito contra viento y marea, lo que ayudó a desmoralizar al enemigo hasta que el general Adolfo Jiménez Castellanos levantó el sitio de la guarnición española, solo para morir de disentería en Matanzas en junio de 1897.

## Descripción
La estatua de bronce diseñada por Aniceto Marinas (fundida en Barcelona en la fundición de Masriera y Campins) representa a Eloy Gonzalo de cuerpo entero de 2,30 metros vestido con el uniforme de rayadillo característico de los soldados españoles durante el conflicto, atado a la altura del pecho con una cuerda, empuñando un antorcha encendida con la mano derecha mientras sostiene la aceitera con el brazo izquierdo, también portando un rifle y un machete. El zócalo, realizado en mármol y piedra blanca, fue diseñado por el arquitecto José López Sallaberry.
Los lados opuestos del pedestal presentan dos inscripciones que dicen «el ayuntamiento de madrid a eloy gonzalo, 1901» y «cascorro 1897», respectivamente.
Se inauguró en su ubicación original en la Plaza de Cascorro —conocida entonces como Plaza del Rastro— el 5 de junio de 1902, coincidiendo con la inauguración de una serie de esculturas al aire libre en Madrid con motivo de las celebraciones por la mayoría de edad del rey Alfonso XIII (retrasadas varias veces por el mal tiempo), protagonizadas por figuras destacadas como Bravo Murillo, Agustín Argüelles, Lope de Vega, Francisco de Quevedo y Goya.